# St Paul’s Church (Hooton)

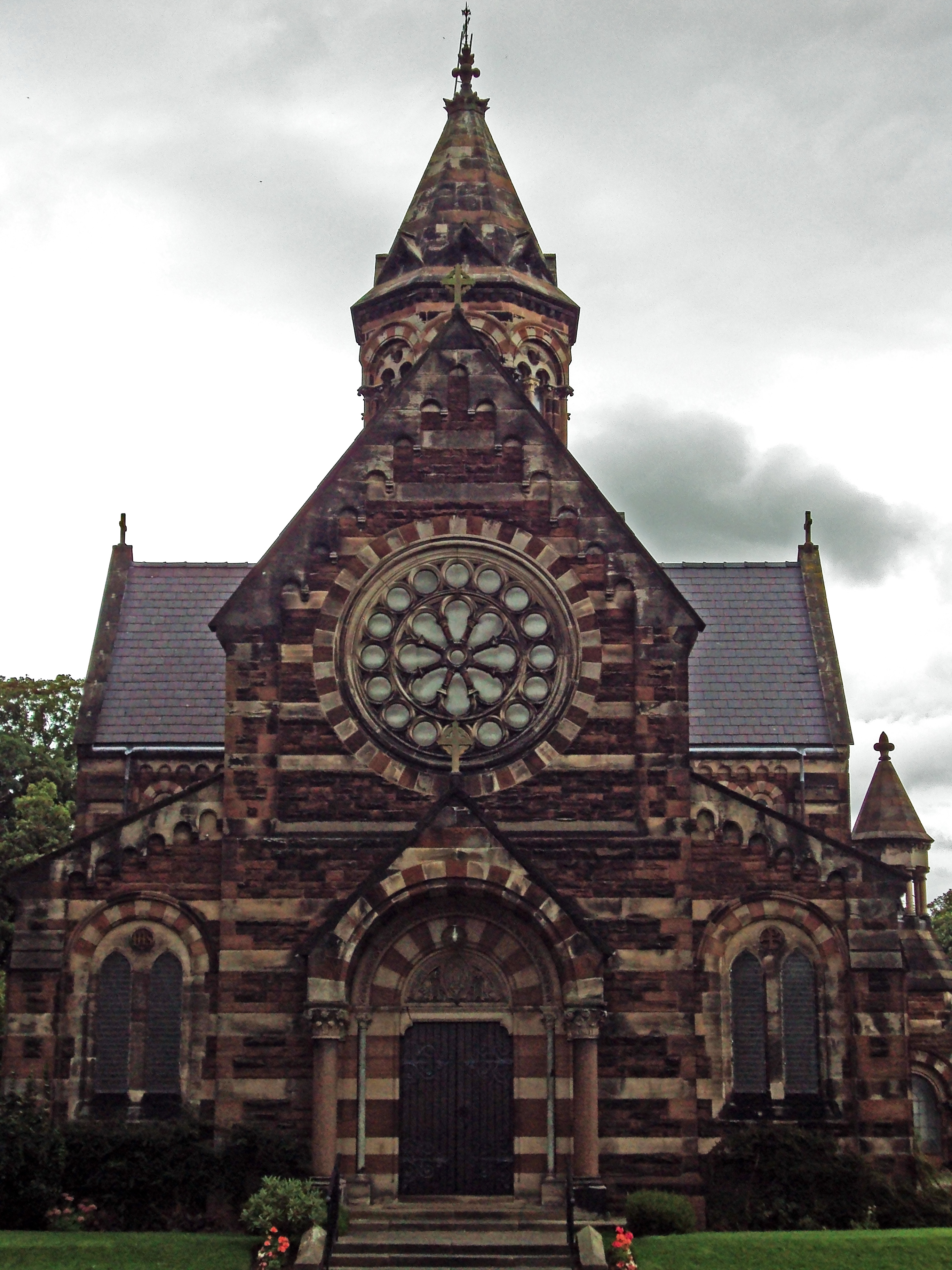
Vorderansicht (2009)

St Paul’s Church ist ein Kirchengebäude im Dorf Hooton, Cheshire in England. Es handelt sich dabei um eine aktive Pfarrkirche der Church of England im Dekanat Wirral South innerhalb der Diözese von Chester. Die Kirche wird von English Heritage seit dem 17. Mai 1985 im Grade II* auf der Statutory List of Buildings of Special Architectural or Historic Interest geführt. Die Architekturhistoriker Nikolaus Pevsner und Edward Hubbard beschrieben das Bauwerk in Buildings of England als „zweifelsfrei eine der spektakulärsten Kirchen Cheshires“.

## Geschichte
Die Kirche wurde zwischen 1858 und 1862 nach Plänen von James K. Colling im Auftrag des Liverpooler Bankiers R. C. Naylor gebaut. Die Baukosten betrugen 5000 Pfund Sterling (in heutigen Preisen  630.000 £).

## Architektur
St Paul’s ist in einer Mischung aus rotem und weißem Werkstein und rotem Naturstein gemauert. Die Dächer sind schiefergedeckt. Der Grundriss ist kreuzförmig. Das Langhaus besteht aus einem Kirchenschiff mit drei Jochen, einem Seitenschiff an Nord- und Südseite und den beiden Querschiffen sowie Vorhallen nach Norden und Süden. Die Seitenschiffe setzen sich im Altarraum als Chorumgang fort. Über der Vierung befindet sich die Basis der Kuppel, die sich über Pendentifs erhebt und von einer Laterne auf einer kurzen Turmspitze überragt wird. Über der südlichen Vorhalle befindet sich ein Kirchturm mit Spitze, das Westportal ist im romanischen Stil gestaltet, darüber findet sich eine Rosette. Auch einige der anderen Fenster in der Kirche sind dem romanischen Stil nachempfunden, die restlichen Fensteröffnungen haben jedoch Spitzbögen mit Maßwerk.
Im Innern der Kirche sind die Arkaden in Peterhead-Granit aus Boddam, Aberdeenshire mit Kapitellen im frühgotischen Stil. Das Taufbecken ist aus dunkelgrünem Serpentin. Es stammt aus dem Jahr 1851 und wurde bei der Great Exhibition jenes Jahres mit einer Goldmedaille ausgezeichnet.

## Belege
1. ↑  St Paul, Hooton. Church of England, abgerufen am 21. Mai 2011 (englisch).
2. 1 2 3 4  Church of St Paul, Chester Road. In: The National Heritage List for England. English Heritage, 2011, abgerufen am 21. Mai 2011 (englisch).
3. 1 2 3 4 5  Nikolaus Pevsner, Edward Hubbard: Cheshire (= The Buildings of England). Yale University Press, New Haven und London 2003, ISBN 0-300-09588-0, S. 241–242 (englisch,  [1971]).

Koordinaten: 53° 17′ 26,2″ N, 2° 57′ 3,2″ W